# Jean Conan Doyle
La comodor de l'Aire i dama Lena Annette Jean Conan Doyle, Lady Bromet, (21 de desembre de 1912 - 18 de novembre de 1997) va ser una oficial militar britànica de la Women's Royal Air Force.
La segona filla de Sir Arthur Conan Doyle, era una nena enèrgica que va ser descrita com a gallimarsot per Harry Houdini. El seu sobrenom infantil era "Billy", i signava les cartes al seu pare com "El teu fill amorós". En el seu desè aniversari, però, va anunciar que després de tot havia decidit ser una noia. Després va anar a l'escola de la seva tia Ida, Granville House a Eastbourne, on, com la seva mare, desenvoluparia l'amor per la natura. De col·legial va ser companya de classe i amiga de Joan Boniface Winnifrith, que es convertiria en l'actriu de cinema i televisió Anna Lee.

## Carrera
Va assistir a l'escola a Granville House, Eastbourne, i va continuar servint durant trenta anys a la Força Aèria Auxiliar de Dones (WAAF), on va treballar en intel·ligència durant la Segona Guerra Mundial. Després de servir com a oficial de secció, va ser promoguda a oficial temporal de vol l'1 de febrer de 1942 i a oficial temporal d'esquadró l'1 de juliol de 1944.
El 19 de juny de 1947, a l'oficial de l'ala en funcions Conan Doyle se li va concedir una comissió de servei curt com a oficial de vol a la WAAF, Branch G, amb antiguitat a partir del 26 de setembre de 1943. Va ser nomenada OBE (Divisió Militar) en els Honors d'Any Nou de 1948, se li va concedir una comissió permanent com a oficial d'ala a la branca de secretaria de la rebatejada Women's Royal Air Force (WRAF) l'1 de febrer de 1949.
Va ser ascendida a oficial de grup l'1 de gener de 1952 L'1 d'abril de 1963, va ser ascendida a comodor de l'aire, el rang més alt de la Força Aèria Reial Femenina. El 29 d'abril del mateix any, va ser nomenada ajudant de camp honorària de la reina Isabel II, servint fins a 1966.
En els honors d'aniversari de 1963, va ser elevada a Dama Comandant de l'Ordre de l'Imperi Britànic (DBE, Divisió Militar), i va ser coneguda com a Dama Jean Conan Doyle. L'11 de maig de 1966 es va retirar del WRAF. Va guanyar el títol addicional Lady Bromet en casar-se amb el vicemariscal de l'aire Sir Geoffrey Rhodes Bromet (1891–1983).

## Patrimoni literari
A la mort del seu germà, Adrian, el 1970, Jean Conan Doyle es va convertir en la marmessora literària del seu pare i en el titular legal dels drets d'autor d'alguns dels drets del personatge de Sherlock Holmes, així com d'altres obres del seu pare. Va defensar assíduament el personatge de Sherlock Holmes. Ella i els seus germans, Adrian i Denis Conan Doyle, fills d'Arthur Conan Doyle per la seva segona dona (Jean, Lady Conan Doyle) van heretar els drets d'autor de la propietat quan la seva mare va morir el 1940.

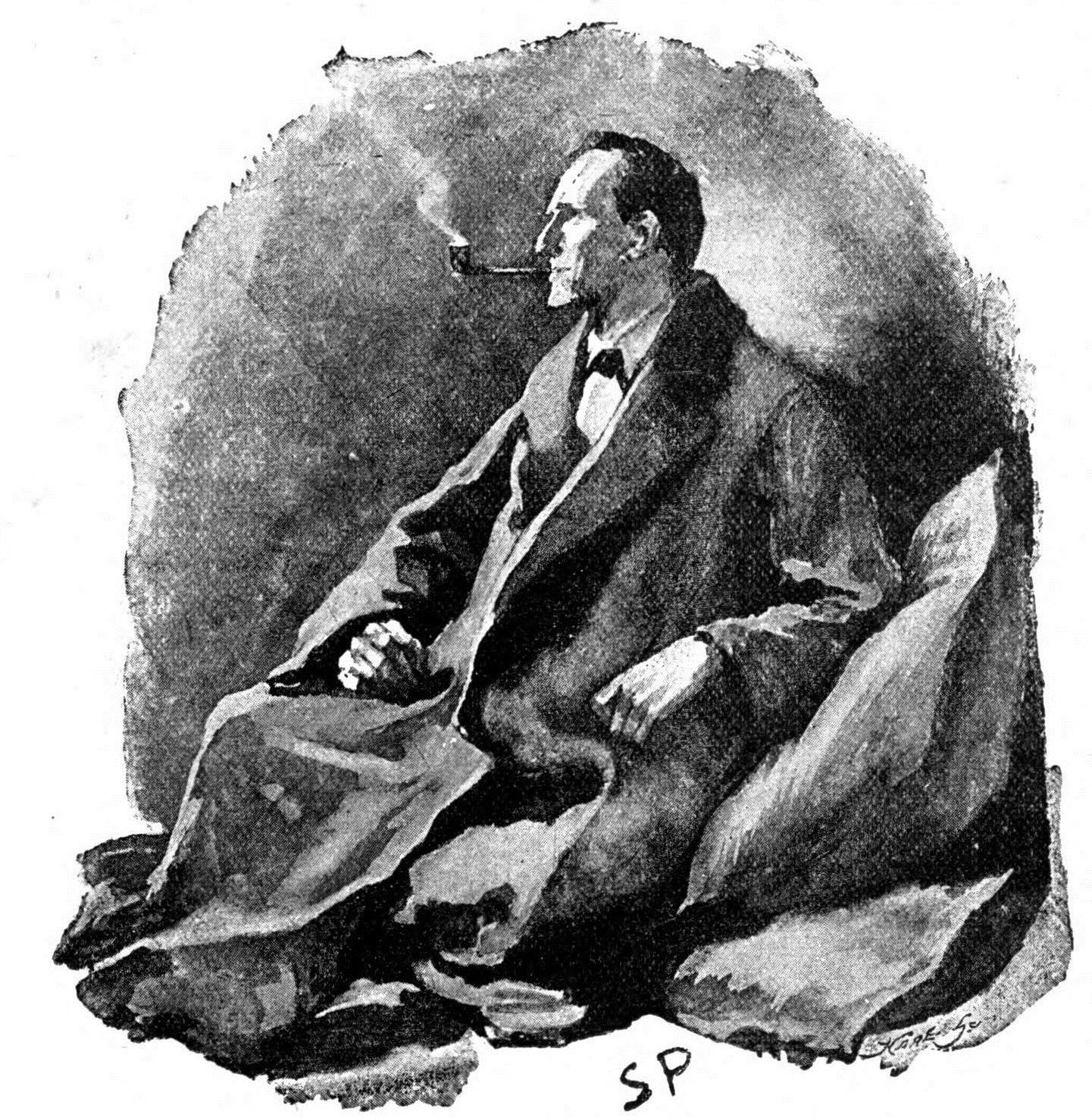
Jean Conan Doyle heretà i gestionà part dels drets de Sherlock Holmes.

Jean Conan Doyle va dir que Sherlock Holmes era la maledicció de la seva família a causa de la baralla pels drets d'autor. Ella i les vídues dels seus germans inicialment compartien el control del llegat literari de Sir Arthur Conan Doyle, però no tenien una bona relació.

Denis Conan Doyle s'havia casat amb una princesa georgiana coneguda com la princesa Nina M'divani i va morir el 1955. Anys més tard, el 1970, amb un préstec del Royal Bank of Scotland (RBS), la princesa Nina va comprar els drets i va establir Baskervilles Investments Ltd. a l'illa de Man. Finalment, la princesa es va endarrerir molt amb els pagaments i la RBS va acabar amb els drets de les obres de Sir Arthur Conan Doyle. Després d'això, el banc els va vendre a Lady Etelka Duncan l'antic gendre de la qual, Sheldon Reynolds, va produir dues sèries d'adaptacions de Sherlock Holmes, als anys 50 i 90. La seva exdona, la filla de Lady Duncan, va administrar el patrimoni literari Sir Arthur Conan Doyle fins al novembre de 2014.
Conan Doyle Estate Ltd., una empresa privada del Regne Unit formada el 2005, afirma que Dame Jean va recuperar alguns dels drets dels EUA després de l'aprovació de la Llei de Copyright de 1976, tot i que totes les obres d'Arthur Conan Doyle publicades després de l'1 de novembre de 1925 romanen amb la Sir Arthur Conan Doyle Literary Estate, que va demandar als marmessors de la Dame Jean Conan Doyle Estate per infracció dels drets d'autor. Quan Warner Brothers va fer Sherlock Holmes, emesa el 2009, l'estudi comptava amb una llicència el 2006 de l'Arthur Conan Doyle Literary Estate i va acabar signant un "pacte de no demanda" un any més tard amb Conan Doyle Estate Ltd.
A la seva mort als 84 anys, el testament de Jean Conan Doyle va estipular que els drets d'autor restants que posseïa havien de ser transferits al Royal National Institute for the Blind (Institut Nacional per a Cegs). Segons una entrevista de 1990, Jean Conan Doyle tenia problemes de vista des de petita. L'Institut Nacional per a Cegs va tornar a vendre els drets als hereus de Conan Doyle. (A partir del 2015 hi havia vuit hereus supervivents, cap d'ells descendent directe, ja que ni Jean ni els seus germans van tenir fills.)
A la seva mort, les seves cendres van ser enterrades amb les del seu marit i la seva primera dona al cementiri de l'església de All Saints a Minstead a Hampshire.